# The Selfish Giant (film fra 2013)
The Selfish Giant er en britisk film instrueret af Clio Barnard. Den er inspireret af Oscar Wilde historie af samme navn.
Filmen havde premiere 24. april 2014 i Danmark.

## Rolleliste
- Conner Chapman som Arbor
- Shaun Thomas som Swifty
- Sean Gilder som Kitten
- Lorraine Ashbourne som Mary
- Ian Burfield som Mick Brazil
- Steve Evets som Price Drop Swift
- Siobhan Finneran som Mrs. Swift
- Ralph Ineson som Johnny Jones
- Rebecca Manley som Michelle 'Shelly' Fenton
- Rhys McCoy som Daniel
- Elliott Tittensor som Martin Fenton
- Kayle Stephens som chip & pin driver

## Eksterne Henvisninger
- The Selfish Giant på Internet Movie Database (engelsk)
- The Selfish Giant på Filmdatabasen
- The Selfish Giant på Scope
- The Selfish Giant i Svensk Filmdatabas (svensk)
- The Selfish Giant på AlloCiné (fransk)
- The Selfish Giant på MovieMeter (nederlandsk)
- The Selfish Giant på AllMovie (engelsk)
- The Selfish Giant på Turner Classic Movies (engelsk)
- The Selfish Giant på The Movie Database (engelsk)
- The Selfish Giant på Rotten Tomatoes (engelsk)